# Javier Bellido
Francisco Javier Bellido Plaza, (Bilbao, Vizcaya, 9 de marzo de 1966); es un exfutbolista español. Se desempeñaba en posición de defensa.
Es el jugador con más partidos  oficiales disputados en la historia de la Sociedad Deportiva Compostela.

## Trayectoria
Se formó en las categorías inferiores del Padura de Arrigorriaga y Athletic Club, jugando en el Bilbao Athletic en Segunda División hasta 1988. Ese año ficha por la Sociedad Deportiva Eibar donde estuvo una temporada, tras la cual firmaría por Elche Club de Fútbol que también militaba en Segunda en División. En 1991 fichó por la Sociedad Deportiva Compostela, donde recibió el apodo de "El muro de San Lázaro". Tras la temporada 1993/94 el equipo gallego ascendió a Primera División en la que permaneció hasta la temporada 1997/98. Javier Bellido se retiró en 2001, tras descender el Compostela a Segunda División B.

## Clubes
| Club            | País   | Temporada   |
| --------------- | ------ | ----------- |
| Bilbao Athletic | España | 1986 - 1988 |
| SD Eibar        | España | 1988 - 1989 |
| Elche C. F.     | España | 1989 - 1991 |
| SD Compostela   | España | 1991 - 2001 |